# Aleksander Kazimierz Łuczak
Aleksander Kazimierz Łuczak (ur. 10 stycznia 1905 w Pakości, zm. 29 sierpnia 1975 w Bournemouth, Dorset, Wielka Brytania) – polski lekarz medycyny lotniczej, major lekarz Polskich Sił Powietrznych.

## Życiorys
Uczył się w gimnazjum w Inowrocławiu, był zaangażowany w działalność patriotyczną oraz należał do harcerstwa Rzeczypospolitej Polskiej. Walczył podczas powstania wielkopolskiego, w uznaniu męstwa odznaczono go Wielkopolskim Krzyżem Powstańczym. Po ukończeniu gimnazjum wyjechał do Warszawy, gdzie został przyjęty do Oficerskiej Szkoły Sanitarnej, która w 1928 roku została przemianowana na Szkołę Podchorążych Sanitarnych. Jako podchorąży studiował na Wydziale Lekarskim Uniwersytetu Warszawskiego.
7 sierpnia 1932 roku Prezydent RP Ignacy Mościcki mianował go podporucznikiem ze starszeństwem z 1 kwietnia 1932 roku i 1. lokatą w korpusie oficerów sanitarnych, grupa lekarzy, a Minister Spraw Wojskowych wcielił do Kadry Zapasowej 1 Szpitala Okręgowego z równoczesnym przydziałem do Centrum Wyszkolenia Sanitarnego na staż. Z dniem 10 maja 1933 roku, po zakończeniu stażu, został przydzielony do 4 Pułku Piechoty Legionów w Kielcach. 7 czerwca 1934 roku ogłoszono jego przeniesienie do Korpusu Ochrony Pogranicza. Był lekarzem Batalionu KOP „Ludwikowo” i Szwadronu Kawalerii KOP „Hancewicze”. Od 1935 przez dwa lata pełnił funkcję naczelnego lekarza garnizonu Sokółka, komendanta podoficerskiej szkoły sanitarnej oraz kierownika szpitala powiatowego i lekarza nadleśnictwa. W 1937 powrócił do Warszawy, gdzie został przydzielony do Centrum Badań Lekarskich Lotnictwa oraz rozpoczął pracę w Państwowym Instytucie Higieny. Po wybuchu II wojny światowej razem z personelem Centrum został ewakuowany do Lwowa, skąd przedostał się do Rumunii, gdzie został internowany.
Po wydostaniu się na wolność przedostał się do Francji, gdzie wstąpił do organizującego się tam Wojska Polskiego, a po kapitulacji znalazł się w Wielkiej Brytanii. Otrzymał numer służbowy RAF P-1265. We wrześniu 1940 został wcielony do 305 dywizjonu bombowego im. marsz. Józefa Piłsudskiego, z którym odbywał loty bojowe, latał również z dywizjonami Royal Air Force. W kwietniu 1942 został awansowy do stopnia majora i został przydzielony do Instytutu Medycyny Lotniczej RAF w Farnborough. Poza pracami badawczymi wizytował polskie dywizjony, prowadził odczyty i szkolenia, ponadto swoje spostrzeżenia opisywał na łamach „Lekarza Wojskowego” oraz w „Myśli i Skrzydłach Lotniczych”.
W 1943 w uznaniu zaangażowania i efektów pracy naukowej otrzymał wyróżnienie od Air Ministry. Od 1944 przebywał w Stanach Zjednoczonych, gdzie poza wizytowaniem instytucji lotniczych i pogłębieniem wiedzy dotyczącej rozwoju technologii lotniczej ukończył Akademię Lotniczo-Lekarską Uniwersytetu Lotniczego w Randolph Field w stanie Teksas, poza dyplomem został wyróżniony tytułem honorowym oraz otrzymał odznakę lekarza lotniczego USA. W 1945 powrócił do Wielkiej Brytanii, początkowo pracował w ośrodkach rehabilitacyjnych, a następnie w Szefostwie Służby Zdrowia w Dowództwie Lotnictwa RAF. W tym czasie opublikował książkę „Polska medycyna lotnicza”, opracował również projekt organizacyjny polskiej lotniczej służby zdrowia, szkoły lotniczo-lekarskiej oraz instytutu medycyny lotniczej.
Od lutego 1947 pracował w Polskim Korpusie Przysposobienia i Rozmieszczenia, równocześnie studiował w Fellowship of Postgraduate Medicine School University of London, naukę ukończył w 1949 i od następnego roku pracował na stanowisku ordynatora w londyńskich szpitalach St. Stephens i St. Charles. W 1955 podjął decyzję o przeprowadzeniu się do Stanów Zjednoczonych, przez rok mieszkał w Los Angeles, a następnie przeniósł się do Nowego Jorku, gdzie podjął pracę w Centrum Lekarskim New York University w charakterze ordynatora oddziału dla chorych na rozedmę płuc, poliomyelitis i chorobę Parkinsona.
Trzy lata później przedstawił pracę habilitacyjną dotyczącą rozedmy płuc i problemów rehabilitacyjnych osób na nią chorujących, powierzono mu wówczas stanowisko kierownika pracowni fizjologicznej. Prowadził aktywne życie naukowe, publikował felietony i rozprawy dotyczące rozedmy płuc, przebiegu choroby Parkinsona, został członkiem Związku Nauczycieli Uniwersyteckich USA. W czerwcu 1966 doznał masywnego zawału serca, w związku z czym podjął decyzję o przejściu na emeryturę i powrocie do Wielkiej Brytanii.
Pozostawił bogaty dorobek w postaci prac naukowych dotyczących wydatkowania energii w czasie rehabilitacji hemiplegików oraz chorych z utratą kończyn dolnych i chorych z syndromem Parkinsona.